# Frank Lampard
Frank James Lampard OBE, född den 20 juni 1978 i Romford i East London, är en engelsk fotbollstränare och före detta fotbollsspelare i West Ham, Swansea City, Chelsea, Manchester City och New York City.  
Lampard är Chelseas främsta målgörare genom tiderna med sina 211 mål totalt för klubben. Han är även den enda mittfältaren som gjort mer än 150 mål i Premier League. Lampard är också den mittfältare som har gjort flest mål för det engelska landslaget. I början av april så blev han tränare i Chelsea igen.
Sedan april 2024 är han tränare i EFL Championship-laget Coventry City.

## Biografi
Frank Lampard är son till Frank Lampard Sr., en före detta engelsk landslagsspelare. Hans mor, Pat, dog av lunginflammation 2008 och sedan hennes bortgång har hans målgest bestått av att titta uppåt och peka mot skyn som en tribut.
Han har två barn, Luna och Isla, med Elen Rivas. Han är sedan 2015 gift med tv-programledaren Christine Lampard (född Bleakley).

## Klubbkarriär

### West Ham United
Lampard började sin karriär i West Ham United, klubben som hans far, Frank Lampard Sr., spelade för. Han tog en plats i A-laget säsongen 1997/98 och hjälpte säsongen 1998/99 klubben att nå sin högsta ligaplacering någonsin. Följande säsong gjorde Lampard 14 mål i samtliga turneringar. Han flyttade till den rivaliserande Londonklubben Chelsea 2001 för en transfersumma på elva miljoner pund.

### Chelsea

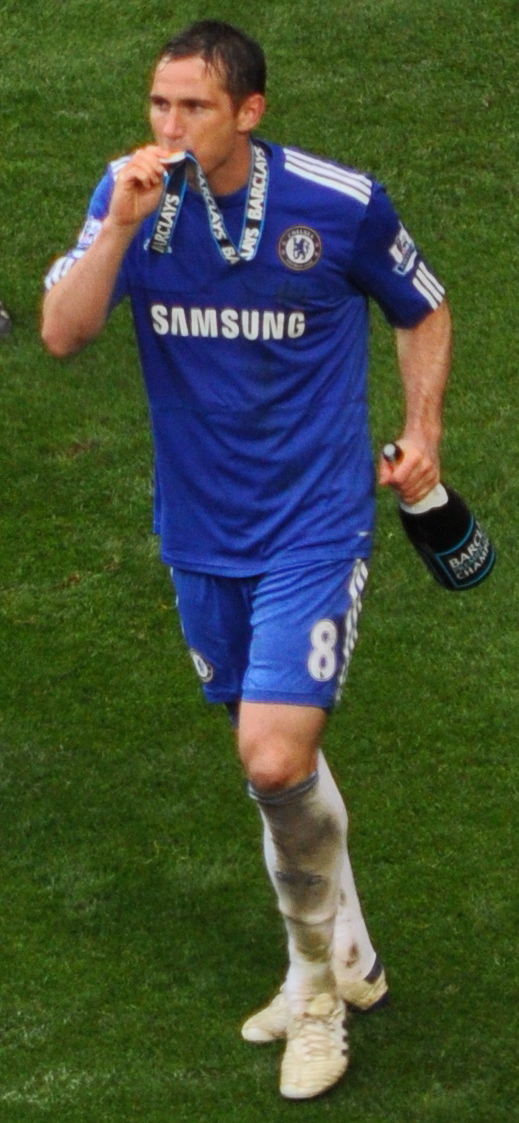
Lampard firar segern i Premier League 2009/10.

Från och med debuten var Lampard ordinarie i Chelseas startelva och satte rekord med 164 raka matcher i Premier League. Han tog sina första stora meriter 2004/05 då Chelsea vann både ligan och Ligacupen. Lampard kom att vinna fler titlar med Chelsea under tränaren José Mourinho; ligatiteln säsongen 2005/06 och cup-dubbeln (FA-cupen och Ligacupen) 2006/07. Säsongen 2007/08 gick Chelsea till final i Champions League mot Manchester United och Lampard gjorde Chelseas enda mål i matchen som slutade 1–1, men där Chelsea förlorade efter straffar.
Lampard skrev nytt femårskontrakt med Chelsea sommaren 2008 värt 39,2 miljoner pund och han blev därmed den högst betalda spelaren i Premier League. Han vann FA-cupen igen 2008/09 och vidare dubbeln (ligan och FA-cupen) 2009/10. Säsongen 2011/12 vann han FA-cupen för fjärde gången och samma säsong vann han Champions League efter finalseger på straffar mot Bayern München. Följande säsong vann han Europa League, där Benfica besegrades i finalen med 2–1. Några dagar tidigare, den 11 maj 2013, blev Lampard historisk när han satte både sitt 202:a och 203:e mål för Chelsea mot Aston Villa i en 2–1-vinst på Villa Park, vilket gjorde att han var ensam som den bästa målskytten genom tiderna i klubben.
Den 23 maj 2014 släpptes Lampard av klubben på fri transfer efter 13 säsonger i klubben.

### Manchester City
I juli 2014 skrev Lampard på vad som rapporterades vara ett tvåårskontrakt med amerikanska New York City. Eftersom klubben inte skulle gå in i Major League Soccer (MLS) förrän säsongen 2015 lånades Lampard ut till Manchester City fram till januari 2015. Det visade sig senare att det inte var ett lån utan ett korttidskontrakt, och detta förlängdes till att omfatta hela den engelska ligasäsongen 2014/15. Lampards debut för New York City sköts därmed på framtiden, något som förargade fansen i New York. Senare framkom att Lampard aldrig skrivit på ett bindande kontrakt med New York City utan bara ett icke-bindande åtagande (commitment) och New York-klubben erkände att man vilselett fansen. I anslutning till detta skrev dock Lampard slutligen på för New York City och skulle ansluta den 1 juli 2015, halvvägs in i MLS-säsongen.

### New York City
Lampard debuterade för New York City den 1 augusti 2015. Klubben missade slutspelet under den första säsongen trots att man hade Lampard, David Villa och Andrea Pirlo i laget.
Sommaren 2016 spelade Lampard bra och efter det första hattricket i klubbens unga historia i slutet av juli hade han gjort åtta mål på åtta matcher. Totalt gjorde han 13 mål under grundserien när klubben kom tvåa i Eastern Conference. I slutspelet krossades man dock av Toronto med sammanlagt 7–0. Lampard lämnade klubben när hans kontrakt gick ut efter säsongen.
I februari 2017 meddelade Lampard att han avslutade spelarkarriären.

## Internationell karriär
Lampard spelade sin första A-landskamp för England den 10 oktober 1999 i en vänskapsmatch mot Belgien som slutade med en 2–1-vinst för England. Han spelade för England i EM 2004 (där han gjorde tre mål på fyra matcher), VM 2006, EM-kvalet 2008, VM 2010, EM-kvalet 2012 och VM 2014.
Efter VM 2014 meddelade Lampard att han hade spelat sin sista landskamp. Totalt gjorde han 106 landskamper och på dessa gjorde han 29 mål. När han tog farväl var han på delad sjätte plats (med Bobby Charlton) i antalet landskamper genom tiderna för England.

## Meriter

### West Ham United
- Intertotocupen: 1999

### Chelsea
- Champions League: 2011/12
- Europa League: 2012/13

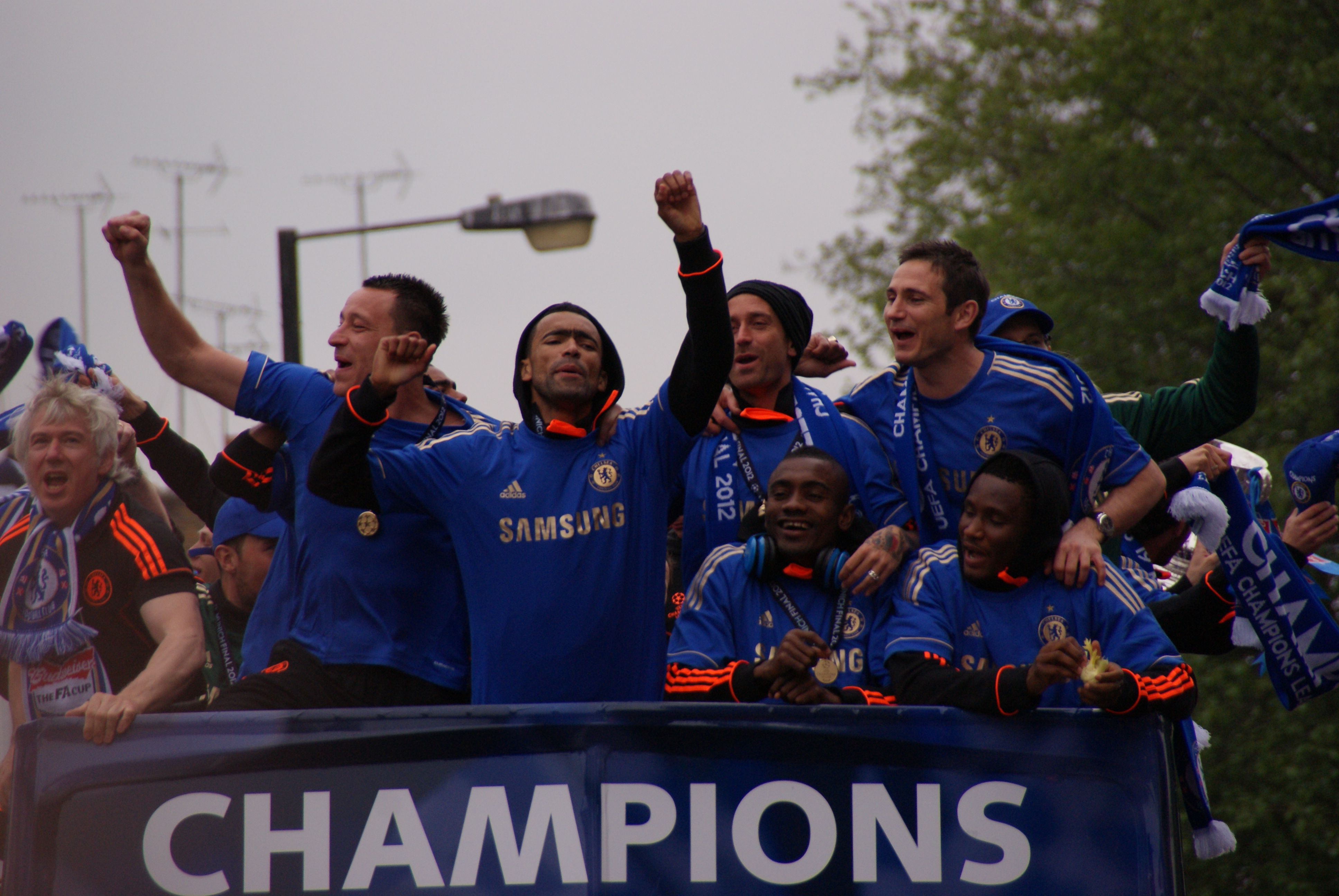
Lampard och hans lagkamrater firar segern i Champions League 2011/12.

- Premier League: 2004/05, 2005/06, 2009/10
- FA-cupen: 2006/07, 2008/09, 2009/10, 2011/12
- Ligacupen: 2004/05, 2006/07
- FA Community Shield: 2005, 2009

### Individuellt
- FWA Player of the Year: 2005
- FIFPro World XI: 2005
- PFA Premier League Team of the Year: 2004, 2005, 2006
- UEFA Club Midfielder of the Year: 2007/08
- Chelsea Player of the Year: 2004, 2005, 2009
- Premier League Player of the Month: September 2003, oktober 2005, oktober 2008
- FIFA Ballon d'Or 2005, andraplatsen efter Ronaldinho